# یان لا فرنایس
یان لا فرنایس (انگلیسی: Ian La Frenais؛ زادهٔ ۷ ژانویهٔ ۱۹۳۶) یک فیلم‌نامه‌نویس اهل بریتانیا است.
وی نویسنده فیلم‌هایی همچون دزدی بانک، فیلم حلیم‌فرنگی، سریال هلیم و آب بوده است. فرنایس برنده جایزه بفتا بهترین فیلم‌نامه اقتباسی در سال ۱۹۹۱ شده است.